# Chimarra palaedominicana
Chimarra palaedominicana là một loài Trichoptera hóa thạch trong họ Philopotamidae.